# Renata Ricci
Renata Ricci (São Paulo, 11 de maio de 1981) é uma atriz, cantora e bailarina brasileira. 

## Biografia
Começou seus estudos de ballet clássico aos 5 anos de idade. Aos 18 anos abandonou a faculdade de arquitetura para se dedicar integralmente ao estudo das Artes Cênicas. Formada em teatro pela Fundação das Artes de São Caetano do Sul, também se dedicou ao estudo do canto. Em 2006 venceu o concurso A Nova das Oito no programa Caldeirão do Huck, que lhe rendeu uma participação na novela Páginas da Vida, na Rede Globo.
Em 2007 integrou o elenco da novela Amigas & Rivais no SBT, onde teve mais destaque interpretando Mônica, uma jovem doce e meiga, que se apaixona por um padre. No final da trama sua personagem acaba sendo assassinada por engano, pela vilã Rosana (Talita Castro). 
Esteve no elenco de Revelação, também no SBT. 
No teatro musical, estreou como Ursula March em Sweet Charity (2006) e seguiu com Peter Pan (2007), Avenida Q (2009). Em 2010 interpretou a Encantadora June em Gypsy e no ano seguinte fez Sukie Rougemont em As Bruxas de Eastwick. 
Em 2013 participou da montagem de Como Vencer na Vida sem Fazer Força, de Charles Möeller e Claudio Botelho.
Também em 2013, participou como protagonista em um vídeo do Porta dos Fundos, ao lado de Gregório Duvivier.
Em 2014 depois de seis anos afastada da TV, retornou na novela Boogie Oogie de Rui Vilhena, em que interpretava a dançarina Vivian. Em 2015 passou a compor o elenco da nova versão do programa "Zorra Total". Com roteiro e direção de Marcius Melhem e Mauricio Farias, o programa foi indicado ao Emmy na categoria de "Melhor Programa de Comédia".
Em 2016, a atriz estreou "French Kiss", seu primeiro show solo, no qual comemora 10 anos de carreira nos palcos. No mesmo ano deu à luz seu primeiro filho, Benjamin.

## Filmografia

### Televisão
| Ano        | Título            | Personagem         | Notas                            |
| ---------- | ----------------- | ------------------ | -------------------------------- |
| 2006       | Caldeirão do Huck | Ela Mesma          | Quadro: "A Nova das Oito" campeã |
| 2006       | Páginas da Vida   | Luana              | Participação                     |
| 2007       | Amigas & Rivais   | Mônica Rossi       |                                  |
| 2008       | Revelação         | Karina Fernandes   |                                  |
| 2013       | Adorável Psicose  | Juno               | Episódio: "A Truta Sentimental"  |
| 2014       | Boogie Oogie      | Vivian Pinheiro    |                                  |
| 2014       | Viral             | Sol                | Websérie                         |
| 2015-2017  | Zorra             | Vários Personagens | [ 1 ]                            |
| 2016; 2020 | Nômade 7          | Liz                | 9 episódios                      |

### Cinema
| Ano  | Titulo                        | Personagem |
| ---- | ----------------------------- | ---------- |
| 2013 | Minha Mãe É uma Peça: O Filme | Andréa     |

## Teatro
| Ano       | Titulo                                             | Personagem                            | Nota                                         |
| --------- | -------------------------------------------------- | ------------------------------------- | -------------------------------------------- |
| 2006      | Sweet Charity                                      | Ursula March                          | Direção: Charles Möeller e Cláudio Botelho   |
| 2007      | Peter Pan                                          |                                       |                                              |
| 2008-2009 | Avenida Q                                          | Ursinha do Mal                        | Direção: Charles Möeller e Cláudio Botelho   |
| 2010      | Gypsy                                              | Encantadora June                      | Direção: Charles Möeller e Cláudio Botelho   |
| 2011      | As Bruxas de Eastwick                              | Sukie Rougemont                       | Direção: Charles Möeller e Cláudio Botelho   |
| 2012      | Xanadu                                             | Deusa/ Kira (cover)                   | Direção: Miguel Falabella                    |
| 2013      | Como Vencer na Vida sem Fazer Força                | Ensemble/ Rosemary Pilkington (cover) | Direção: Charles Möeller e Cláudio Botelho   |
| 2015      | S'imbora, O Musical - A História de Wilson Simonal | Ensemble                              | Direção: Pedro Brício                        |
| 2016-2019 | French Kiss                                        | Renata von Ricci                      | Direção: Celso Correira Lopes e Renata Ricci |
| 2019      | As Atrizes                                         | Irma                                  | Direção: Léo Stefanini                       |
| 2022      | Ponto a Ponto                                      | Rebeca / Amanda                       | Direção: Gustavo Barchilon                   |

## Web
| Ano  | Titulo           | Personagem |
| ---- | ---------------- | ---------- |
| 2013 | Porta dos Fundos | Atriz      |

## Prêmios e indicações
| Ano  | Prêmio                    | Categoria                | Indicação                   | Resultado | Ref.  |
| ---- | ------------------------- | ------------------------ | --------------------------- | --------- | ----- |
| 2022 | Prêmio Cenym de Teatro    | Melhor Atriz Coadjuvante | Ponto a Ponto – 4000 milhas | Indicado  | [ 6 ] |
| 2023 | Prêmio Bibi Ferreira 2023 | Melhor Atriz Coadjuvante | Ponto a Ponto – 4000 milhas | Venceu    | [ 7 ] |